# Władysław Tomkiewicz

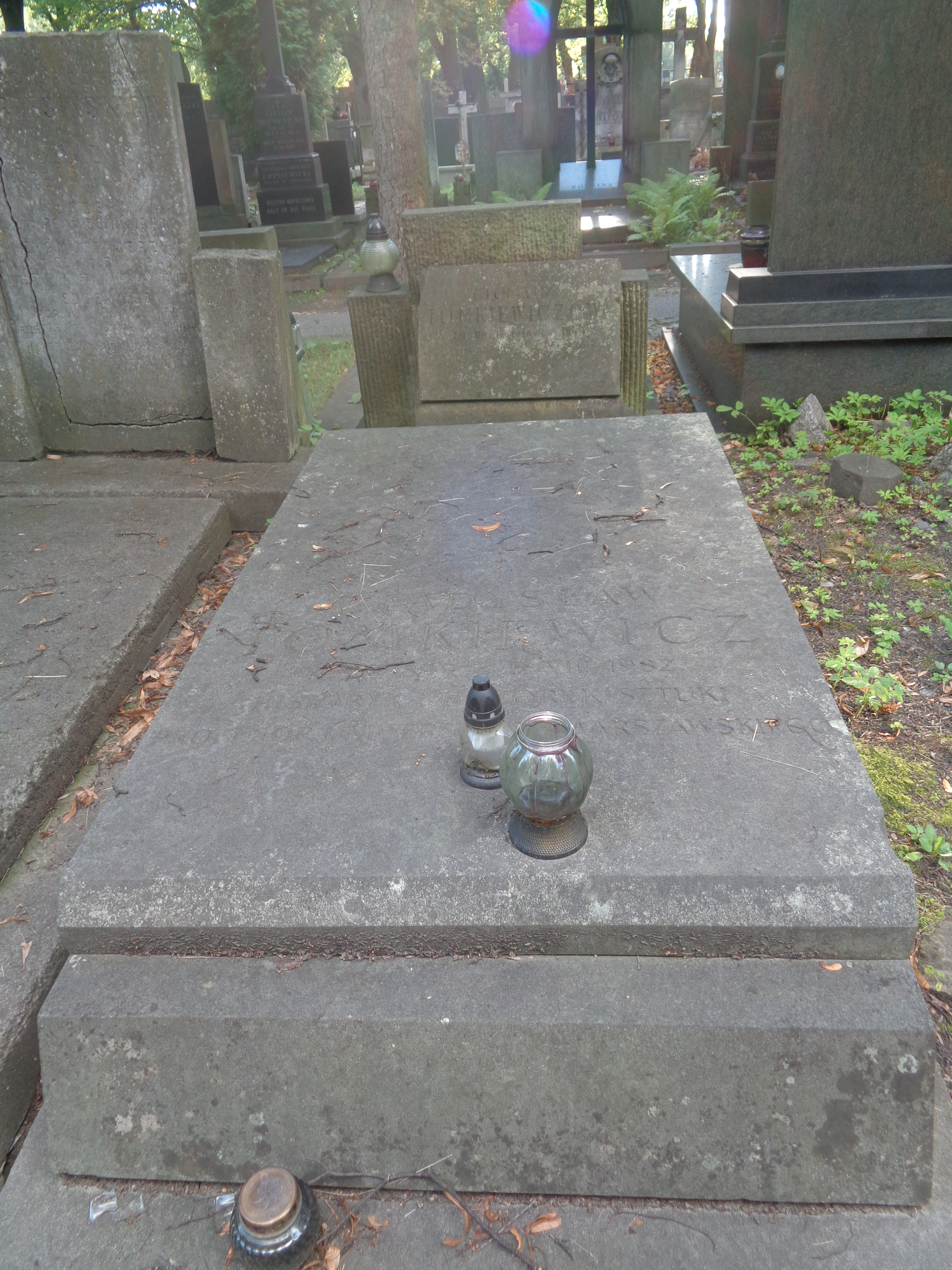
Nagrobek Władysława Tomkiewicza na cmentarzu Powązkowskim w Warszawie

Władysław Tomkiewicz (ur. 4 września 1899 w Nowince na Kowieńszczyznie, zm. 5 sierpnia 1982 w Warszawie) – polski historyk i historyk sztuki.

## Życiorys
Ukończył historię na Uniwersytecie Warszawskim. Był uczniem Oskara Haleckiego – doktorat 1928, habilitacja 1932. Ukończył również historię sztuki pod kierunkiem Z. Batowskiego. Studia uzupełniał w Paryżu i w Rzymie. Od 1932 roku związany z UW. Równocześnie w latach 1932–1939 wykładowca w PIST.
Podczas okupacji niemieckiej czynny w konspiracji. W 1941 roku objął referat spraw narodowościowych (litewskich i białoruskich) Biura Informacji i Propagandy KG AK. Był też zaangażowany w tajne nauczanie. Kierownik Biura Narodowościowego Delegatury Rządu na Kraj.
W latach 1944–1945 brał udział w akcji ratowania dóbr kultury Warszawy. W latach 1945–1950 był dyrektorem Biura Rewindykacji i Odszkodowań w Ministerstwie Kultury i Sztuki.
W końcu lipca 1946 roku prof. Władysław Tomkiewicz towarzyszył z ramienia Ministerstwa Kultury i Sztuki specjalnej delegacji Rządu Ukrainy dla ostatecznego przekazania zbiorów biblioteczno-muzealnych Ossolineum. W skład delegacji wchodzili: przewodniczący Komitetu ds. Instytucji Kulturalnych i Oświatowych przy RM Ukraińskiej SRR Mykoła Paszczyn, naczelnik Paszczenko (artysta grafik, wiceprzewodniczący Komitetu Sztuki) i rektor Uniwersytetu Lwowskiego im. Iwana Franki prof. Iwan Bielakiewycz. 30 lipca we Wrocławiu po otwarciu skrzyń ze zbiorami i skontrolowaniu ich zawartości podpisano ostateczny akt przekazania. Tomkiewicz i wicewojewoda dolnośląski Aleksander Barchacz odpowiedzieli na wystąpienie Paszczyna.
Od 1945 wykładał Historię Europy Wschodniej na UW. W 1952 roku zmuszony do przejścia z Instytutu Historii UW do Instytutu Historii Sztuki UW. W latach 1961–1966 wykładał na WAP, 1968–1970 wicedyrektor Instytutu Sztuki PAN.
Był profesorem Uniwersytetu Warszawskiego (od 1947) oraz członkiem Towarzystwa Naukowego Warszawskiego (od 1945) i Polskiej Akademii Umiejętności (od 1951). Prezes Polskiego Towarzystwa Historycznego w latach 1947–1949, TMH w latach 1950–1953. 
W PRL informacje na temat Władysława Tomkiewicza podlegały cenzurze. W 1977 roku jego nazwisko znajdowało się na specjalnej liście osób pod szczególną kontrolą cenzury. Zalecenia cenzorskie dotyczące jego osoby zanotował Tomasz Strzyżewski, który w swojej książce o peerelowskiej cenzurze opublikował notkę informacyjną z 7 stycznia 1977 roku Głównego Urzędu Kontroli Prasy, Publikacji i Widowisk. Wytyczne dla cenzorów wymieniały jego nazwisko z adnotacją: „Wszelkie próby popularyzowania w środkach masowego przekazu (prasa codzienna, radio, TV, tygodniki społeczno-polityczne) niżej wymienionych osób należy sygnalizować kierownictwu GUKPPiW”. Zalecenia cenzorskie zezwalały jedynie na publikacje w prasie specjalistycznej, naukowej oraz skryptach itp.
Zmarł w Warszawie. Pochowany na cmentarzu Powązkowskim (kwatera 150-5-6).

## Uczniowie
Do uczniów Władysława Tomkiewicza zaliczają się m.in. Bohdan Baranowski, Jan Białostocki, Janusz Durko, Stefan Gruszecki, Mariusz Karpowicz, Jerzy Kowalczyk, Helena Michałowska, Janusz Tazbir, Jerzy Lileyko.

## Zainteresowania badawcze
Pierwotnie zajmował się stosunkami polsko-kozackimi. Przedstawił genezę i upadek unii hadziackiej. Zajmował się też stosunkami polsko-szwedzkimi i polsko-francuskimi w XVII wieku. Po II wojnie światowej z powodów politycznych zajął się historią sztuki (w 1952 zmuszony do przejścia do Instytutu Historii Sztuki UW). Badał historię i kulturę nowożytną, sztukę baroku i mecenat artystyczny.

## Ordery i odznaczenia
- Krzyż Oficerski Orderu Odrodzenia Polski (29 października 1947)[9]
- Krzyż Kawalerski Orderu Odrodzenia Polski[4]
- Złoty Krzyż Zasługi[4]
- Złota odznaka honorowa „Za Zasługi dla Warszawy” (1966)[10]

## Publikacje